# 도둑들
《도둑들》은 케이퍼필름에서 제작하고 쇼박스㈜미디어플렉스에서 배급한 대한민국의 액션, 드라마 영화이자 천만 관객 돌파 영화이다. 2012년 7월 25일 대한민국에서 개봉했다. 감독은 최동훈이 맡았으며, 각본 역시 최동훈과 이기철이 맡았다. 김윤석, 김혜수, 이정재, 전지현, 김수현, 김해숙, 오달수와 같은 한국 배우 뿐만 아니라 임달화, 이심결, 증국상 등 중화권 배우들도 출연했다.

## 줄거리
환상의 콤비를 자랑하는 예니콜, 잠파노, 씹던껌, 뽀빠이. 오래전부터 예니콜의 미인계로 매수해둔 이하철 관장의 미술관을 터는데 성공한 이들은 뽀빠이의 과거파트너 마카오 박으로부터 뜻밖의 제안을 하나 받았고 여기에 초대받지 않은 손님 팹시까지 합류한다. 이들은 인생 최고의 반전을 꿈꾸며 홍콩으로 향했고 그곳에서 맞이한건 중국에서 활동중인 첸, 앤드류, 줄리, 조니. 여기에 마카오 박까지 합류하면서 무려 10인의 도둑들이 한자리에 모이게 된다. 하지만 직업특정상 그들은 쉴틈없이 서로를 경계했고 와중에 마카오 박의 계획을 듣는다. 그의 목표는 마카오 카지노에 숨겨진 희대의 다이아몬드 <태양의 눈물>. 제아무리 프로라 할지라도 상당히 위험천만한 장소였지만 2천만 달러(한화 224억원)라는 천문학적인 액수에 하기로 한다. 
그러나 어딘가 비밀스러워 보이는 마카오 박, 호시탐탐 그의 뒤통수를 노리는 뽀빠이, 4년전 그에게 배신당한 앙금이 아직도 사라지지 않은 팹시, 팀보다는 눈앞에 현찰을 우선시하는 예니콜 등등 유대감따위는 눈씻고 찾아볼수 없는 도둑들. 이런 와중에도 작전은 계획대로 진행되어 작전당일, <태양의 눈물>이 숨겨져 있다는 티파니의 방안 금고까지 침입하는데는 성공했지만 이상하게 금고안은 텅 비어있었고 경보가 작동해버린다. 이어 모두의 휴대폰에 마카오박의 이름으로 웨이홍은 자기혼자 만날거라며 그동안 고맙다는 내용의 문자메시지가 온다. 그제야 이 모든것이 자기네들을 통수치려는 마카오 박의 함정이었다는걸 알게 된 도둑들은 곧바로 작전을 중단하고 흩어진다. 하지만 카지노 곳곳에는 신고를 받은 경찰들이 출동해서 탐문수색을 하고있다.

## 캐스팅

### 주요 인물
- 김윤석 : 마카오박 역
- 이정재 : 뽀빠이 역
- 김혜수 : 팹시 역
- 전지현 : 예니콜 / 예복희 역
- 임달화 : 첸 역
- 김해숙 : 씹던껌 역
- 오달수 : 앤드류 역
- 김수현 : 잠파노 역
- 증국상 : 조니 역

### 주변 인물
- 주진모 : 반장 역
- 기국서 : 웨이홍 역
- 최덕문 : 카지노 지배인 역
- 채국희 : 사모님 역
- 예수정 : 티파니 역

### 그 외
- 나광훈 : 수사과장 역
- 김강우 : 장물아비 역
- 최진호 : 애꾸눈깔 역
- 손병욱 : 영식 역
- 김주명 : 가짜 웨이홍 역
- 손민목 : 감정사 역
- 홍원기 : 마카오박 아버지 역
- 서영주 : 어린 마카오박 역
- 박태경 : 진짜 수위 역
- 장준녕 : 수위실 형사 역
- 이언정
- 지건우 : 양복 1 역
- 권문철 : 양복 2 역
- 김영민 : 양복 3 역
- 김청옥 : 반장 차 형사 역
- 김영웅 : 맞은편 건물 형사 역
- 이해성 : 미술관 경비실장 역
- 김호민 : 미술관 경비직원 1 역
- 조은호 : 미술관 경비직원 2 역
- 이혜민 : 여앵커 역
- 이은채 : 마사지 여자 1 역
- 김주연 : 마사지 여자 2 역
- 한아름 : 스튜어디스
- 김준우 : 티파니 수행원 1 역
- 정윤헌 : 티파니 수행원 2 역
- 장현문 : 지하금고 매니저 역
- 김육룡 : 지하금고 직원 역
- 이유수 : 지하금고 가드 역
- 장동 : 모퉁이 직원 역
- 유명철 : 홍콩 경찰 1 역
- 한규석 : 홍콩 경찰 2 역
- 조상원 : 홍콩 경찰 3 역
- Man Fong : 홍콩 미행 경찰 1 역
- Peter Chan : 홍콩 미행 경찰 2 역
- Tweety Wong : 샤오웬 역
- So Wai Nam : 보안요원 1 역
- Dai So : 보안요원 2 역
- Cake Wong : 보석상 여주인 역
- Alex To : 홍콩호텔 수영장 직원 역
- Brian Li : 렌트카 사무실 직원 역
- Johnny Lam : 렌트카 사무실 간부 역
- Lee Myung-Hun : 카지노 가드 2 역
- Derek Lam : 카지노 가드 1 역
- Icy Hui : 카페 여주인 역
- Chan Hing Hong : 보트 주인 역
- Roy Cheng : 화물적재소 노인 역
- Kelvin Chan : 창고아이 역
- Cinda Hui : 로컬카지노 손님 역
- Jack Law : 순찰경찰 1 역
- Oscar Li : 순찰경찰 2 역
- Frankie Luk : 순찰경찰 3 역
- Vincent Chi : 순찰경찰 4 역
- 김순흥 : 순찰경찰 5 역
- 이동진 : 지하주차장경찰3 역
- 성치호 : 지하주차장경찰4 역

### 특별 출연
- 이심결 : 줄리 역
- 신하균 : 이관장 역

## 평가
《영화 전문기자》인 이동진은 "‘도둑들’은 감독의 전작인 ‘범죄의 재구성’이 업그레이드된 버전으로 무엇보다 캐릭터들이 잘 살아 있다. 또한, 일일이 탄력과 개성을 부여해가며 10개나 되는 공을 저글링하는 듯한 연출력이 뛰어나며 미진한 느낌이 거의 없는 실로 오랜만에 만나게 되는 충무로 1급 오락 영화"라고 리뷰했다.

## 박스오피스
《도둑들》은 개봉 첫 날인 2012년 7월 25일 891개 극장에서 436,628만 명의 괜객수를 기록해 박스오피스 1위를 했다. 이로써 395,951명을 동원하며 개봉 첫 날 최고 관객수를 기록한 《괴물》을 넘어 한국 영화 사상 최고의 오프닝 스코어라는 기록을 세웠다. 《도둑들》은 2012년 8월 16일을 기준으로 10,093,716만 명의 관객수를 기록해 한국 영화로는 6번째 1,000만 돌파 영화로 기록되었다. 이는 《괴물》보다 하루 늦은 것이고, 2009년 영화인 《해운대》보다 2008년 영화인 《좋은 놈, 나쁜 놈, 이상한 놈》보다 12일이나 앞선 기록이다. 2012년 말 현재, 한국 영화들 중 가장 많은 관객 수를 기록한 영화이다.
그러다가 2014년 8월 15일에 명량이 이 영화의 기록을 넘겨 2위로 밀려났다가, 2015년 2월 7일에 국제시장의 1300만 돌파에 3위로 또 밀려나게 되었다. 또다시 2015년 9월 27일날 베테랑이 이 기록을 넘겨서 4위로 밀려나게 되었다.

## 같이 보기
- 대한민국 영화 흥행 기록